# Kanda-Kanda
Pour les articles homonymes, voir Kanda.
Kanda-Kanda est une commune rurale située dans le département de Gourcy de la province du Zondoma dans la région Nord au Burkina Faso.

## Géographie
Kanda-Kanda se trouve à environ 10 km au nord-ouest du centre de Gourcy, le chef-lieu départemental, et de la route nationale 2, ainsi qu'à 2 km au sud-ouest de Kontigué.

## Santé et éducation
Le centre de soins le plus proche de Kanda-Kanda est le centre de santé et de promotion sociale (CSPS) de Kontigué tandis que le centre médical (CM) de la province se trouve à Gourcy.
Kanda-Kanda possède une école primaire et, depuis 2018, un collège d'enseignement général (CEG).

## Culture
Le village possède une troupe notoire de chants et de danses traditionnels Yarsé.